# Valencianische Akademie der Sprache

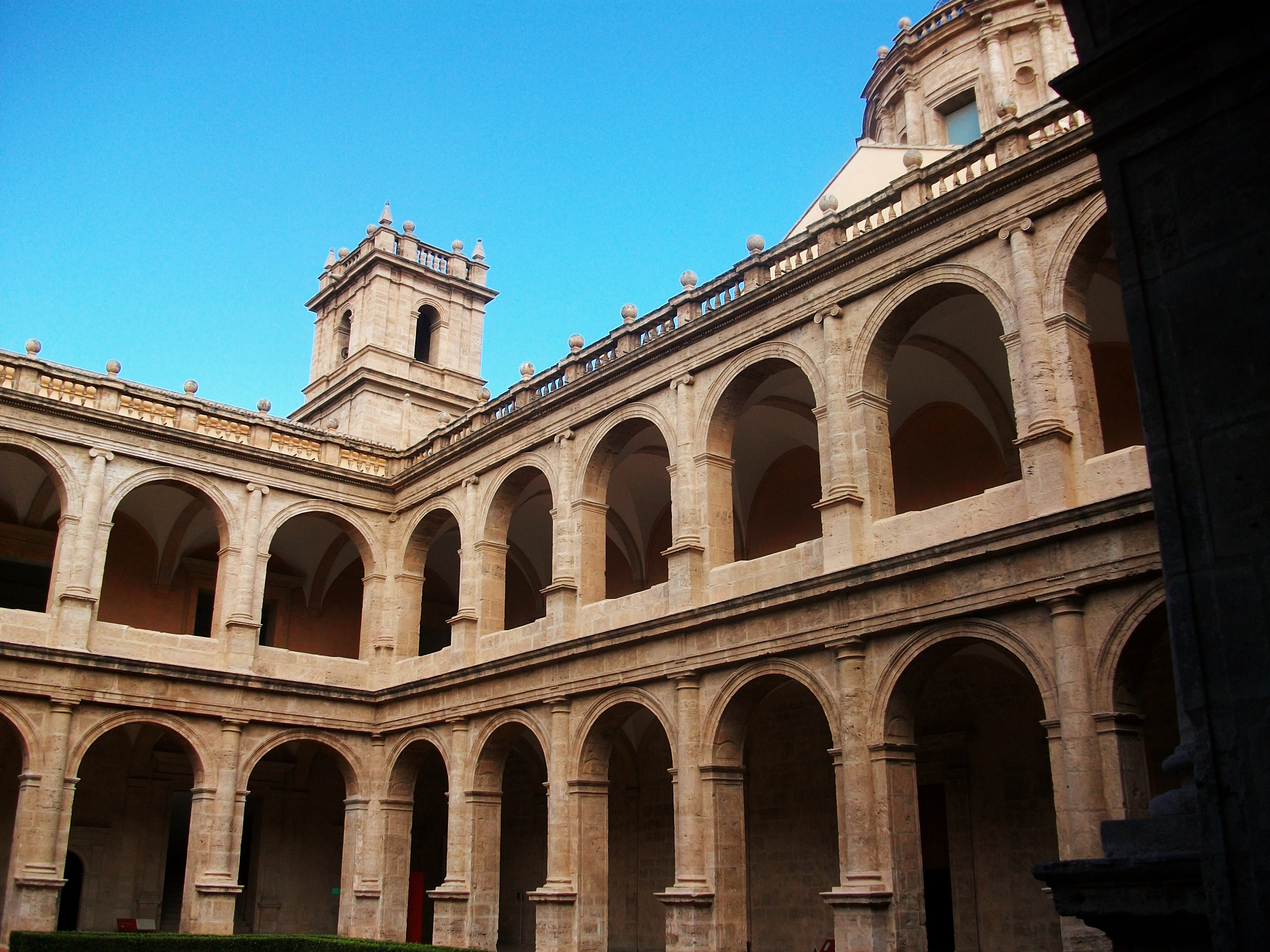
Sitz des Instituts

Die Acadèmia Valenciana de la Llengua (akaˈðɛmia valensiˈana ðe la ˈʎeŋgwa; AVL, "Valencianische Akademie der Sprache") ist eine der offiziellen Institutionen der valencianischen Regierung (die Generalitat Valenciana) nach dem Autonomiegesetz der valencianischen Gemeinschaft. Der Sitz der valencianischen Akademie der Sprache liegt in Valencia im ehemaligen Kloster Sant Miquel dels Reis.
Die Institution wurde am 16. September 1998 vom valencianischen Parlament gegründet.

## Ziele
Das Ziel dieser Akademie ist die Erreichung einer standardisierten valencianischen Sprache. Valencianische Sprache ist die Bezeichnung für die Katalanische Sprache in der valencianischen Gemeinschaft. Des Weiteren will die Institution den Gebrauch dieser Sprache im valencianischen Bereich fördern. Die Valencianische Akademie der Sprache muss die lexikographische und literarische valencianische Tradition respektieren.

### Normes de Castello
Zudem müssen die Regularien der Normes de Castelló beachtet werden.  Diese Normes de Castelló hatten ihren Ursprung auf einer Versammlung valencianischer Schriftsteller und Sprachwissenschaftler, die  im Jahre 1932 in Castelló de la Plana stattfand. Da beschlossen diese Schriftsteller und Sprachwissenschaftler, die von Pompeu Fabra kodifizierten und damals schon in Katalonien gültigen Normen der katalanischen Orthographie in angepasster Form auch für das Valencianische zu verwenden. Daher werden diese orthographischen Normen auch als Normes de Castelló (‚Normen von Castellón‘) bezeichnet.